# 韩荣典
韩荣典（1938年—），河北乐亭人，现任合肥滨湖职业技术学院院长，曾任中国科学技术大学副校长、中国科学技术大学近代物理系主任，中国核学会理事，安徽核学会理事长等职。教授，博士生导师。